# Xenolimnobia camerounensis
Xenolimnobia camerounensis är en tvåvingeart som beskrevs av Alexander 1926. Xenolimnobia camerounensis ingår i släktet Xenolimnobia och familjen småharkrankar. Inga underarter finns listade i Catalogue of Life.